# Charles Power
Charles Power, né le 26 août 1878 à Coonoor et décédé le 26 mars 1953 à Blandford Forum en Angleterre, est un joueur de hockey sur gazon irlandais. Lors des Jeux olympiques d'été de 1908 se tenant à Londres il remporte la médaille d'argent pour la première apparition de ce sport au programme olympique.

## Palmarès

### Jeux olympiques
- Jeux olympiques d'été de 1908 à Londres
  -  Médaille d'argent.